# Oblat (nadver)
 For alternative betydninger, se Oblat. (Se også artikler, som begynder med Oblat)
En oblat eller et alterbrød, i den katolske kirke kaldet hostie efter indvielsen, er et møntformet brød, som bruges under nadveren, et taksigelsesritual  i den katolske og den protestantiske kirke, indstiftet af Jesus som et mindemåltid aftenen før han blev korsfæstet. Møntfaconen symboliserer, at den er løsepenge for menneskenes synd.
Traditionelt skal dette brød bages alene af hvedemel og vand. I en del reformerte kirker anses ingredienserne ikke for at have nogen betydning. 
Alterbrødet er i den vestlige kirke normalt usyret brød, det vil sige brød, hvor der ikke er foregået nogen hæveproces. Af praktiske grunde bruger man normalt individuelt udstansede "mønter", ca. en millimeter tykke, cirkelrunde og med en diameter på 2-3 centimeter. 
I de østlige kirker er det normalt at bruge syret brød. Dette var et centralt spørgsmål under det store skisma 1054. Man bruger også normalt et brød af mere konventionel form, som brydes/brækkes i stykker.
I den katolske kirke mener man, at brødet gennemgår en total og permanent forvandling til Kristi legeme, og derfor bliver konsekrerede hostier behandlet med stor respekt. De opbevares normalt i et tabernakel og kan også udstilles for tilbedelse. Indenfor luthersk teologi mener man også, at brødet ved nadveren bliver Kristi legeme, men ikke på en sådan måde, at det ikke fortsat også er brød (se Nadver/forskelle i nadverforståelse).
I Danmark er der ét alterbrødsbageri, der ligger på Diakonissestiftelsen. Her har man bagt alterbrød siden 1877 og leverer til kirker i både Danmark og udlandet.